# Rosocha Jałowiecka
Rosocha (słow. Rázsocha, Ráztoka) – szczyt o wysokości 1951 m w słowackich Tatrach Zachodnich. Znajduje się w południowej części bocznej grani Rosochy, która od Banówki w grani głównej odbiega w południowym kierunku. Z granią tą Rosocha łączy się poprzez płytką Pasterską Przełęcz (ok. 1885 m). Grań Rosochy rozczłonkowana jest na kilka grzbietów i od tego rozczłonkowania pochodzi prawdopodobnie słowacka nazwa góry. Druga słowacka nazwa (Ráztoka) to prawdopodobnie pomyłka kartografów.
Rosocha wznosi się ponad Doliną Żarską, Kotliną Liptowską oraz Doliną Jałowiecką i jej odnogą – doliną Parzychwost. Jest zwornikiem dla 2 bocznych grzbietów:
- zachodni grzbiet do Trnaca,
- krótki, południowy grzbiet Szerokiej.

Grzbiety te znów rozdzielają się na dalsze, podrzędne grzbiety. Pomiędzy tymi grzbietami w masywie Rosochy od południowo-zachodniej i południowej strony znajduje się kilka wąskich i głębokich żlebów i dolin. Są to: Skalisty Żleb, Krzywy Żleb, Dolina Wierzbicka i dolina Łuczywnik.
Partie szczytowe są skalisto-trawiaste. W lasach na jej zboczach rosną modrzewie. Dawniej wskutek intensywnego i wielowiekowego wypasu jej stoki były znacznie ogołocone z lasów. Po zniesieniu wypasu ponownie porastają lasem i kosodrzewiną, nadal jednak schodzą z nich lawiny. Nie prowadzi tędy żaden szlak turystyczny, szczyt jest też bardzo rzadko odwiedzany.